# Kenneth Kaunda

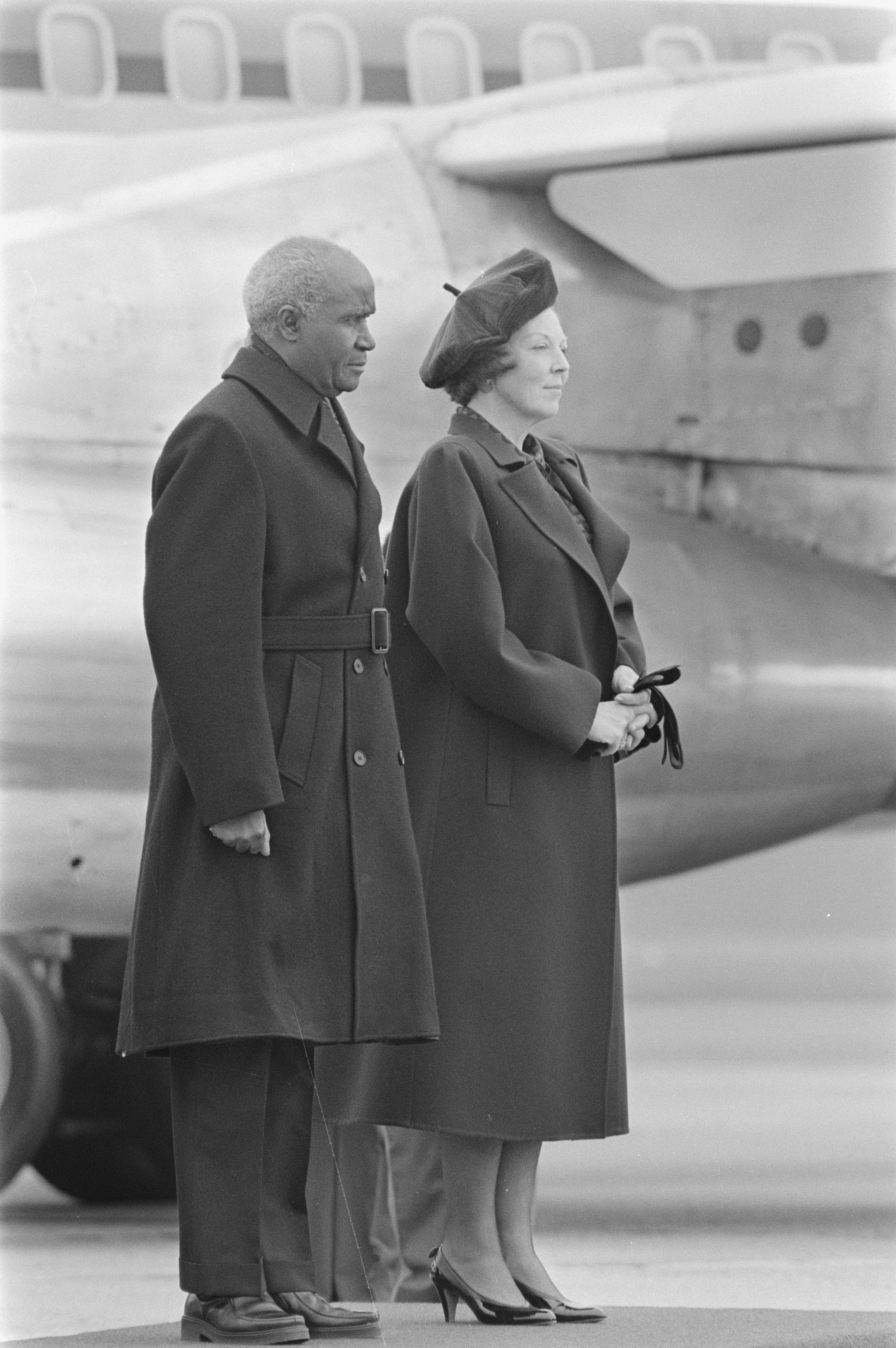
Kaunda en Beatrix (1986)

Kenneth David Kaunda (Chinsali, 28 april 1924 – Lusaka, 17 juni 2021) was een Zambiaans staatsman. Hij was president van zijn land tussen 1964 en 1991.

## Levensloop
Kaunda was de zoon van een zendeling van de Church of Scotland en behoorde etnisch tot de Bemba. Hij volgde een opleiding aan de kweekschool en was daarna gedurende twee jaar onderwijzer in Tanganyika. Spoedig na zijn terugkeer in Noord-Rhodesië kwam hij in het politieke vaarwater terecht. In 1953 werd hij secretaris-generaal van het ANC (African National Congress) voor Noord-Rhodesië (thans Zambia). Hij was het echter niet eens met de officiële lijn van het ANC ten opzichte van de door blanken gedomineerde federatie van Noord- en Zuid-Rhodesië en Nyasaland. In 1959 verliet hij het ANC en richtte het Zambiaanse Afrikaans Nationaal Congres (ZANC) op. Het ZANC werd echter spoedig na de oprichting verboden. Kaunda belandde in de gevangenis.
Tijdens de gevangenschap van Kaunda richtten zijn aanhangers de Verenigde Nationale Onafhankelijkheidspartij (United National Independence Party, UNIP) op. Nadat Kaunda was vrijgelaten werd de UNIP onder zijn voorzitterschap een massabeweging. In 1961 viel de federatie van Noord- en Zuid-Rhodesië en Nyasaland uit elkaar.
Bij de verkiezingen van januari 1964 werd de UNIP van Kaunda de grootste partij. Op 22 januari 1964 verkreeg Noord-Rhodesië zelfbestuur met Kaunda als premier. In oktober 1964 werd Noord-Rhodesië onder de naam Zambia een onafhankelijke republiek. Kaunda werd de eerste president en tot 1970 tevens minister van Defensie.
In 1972 fuseerden de UNIP en het ANC en werd de UNIP de enige toegelaten politieke partij in Zambia. Kaunda presenteerde daarna het zogenaamde Zambiaans humanisme. Het Zambiaans humanisme was gebaseerd op het Afrikaans socialisme, de traditie en het christendom. Als leider van een eenpartijstaat was hij aanvankelijk alleenheerser, maar hij ontwikkelde zich in de loop der jaren meer en meer tot democraat. In 1973 en in 1988 werd Kaunda als president herkozen.
In november 1973 keerde hij zich tegen de drankzucht in zijn land. "Ik wens geen deel uit te maken van een volk van dronkaards. Ik zou nog liever sterven", zei hij op een conferentie van honderden partijleden, regeringsfunctionarissen en stamhoofden in de hoofdstad Lusaka. "Als de toestand over vijf jaar niet is veranderd, dan bent U mij als leider kwijt, dan treed ik absoluut af". Kaunda zelf had het gebruik van alcohol, tabak en vlees tijdens zijn eerste verblijf in de gevangenis afgezworen. Sinds Zambia onafhankelijkheid verkreeg, nam het gebruik van sterke drank fors toe.
Ook ergerde Kaunda zich aan de lage arbeidsproductiviteit in zijn vaderland. Op 2 september 1977 dreigde hij zelfs met aftreden als het land een "natie van luilakken" blijft. Hij uitte dat dreigement bij de opening van een nieuwe fabriek voor de verwerking van grondstoffen in Ndola.
Kaunda verkreeg als Zambiaans president veel internationaal aanzien. Vooral zijn beleid van geweldloosheid en non-racialiteit genoot internationaal gezag.
Vanaf het einde van de jaren zeventig nam het ongenoegen over de slechte economische toestand toe. President Kaunda kreeg hier indirect de schuld van. In 1991 voerde het parlement een wet door die het vormen van partijen naast de UNIP toestond. Bij de verkiezingen van 1992 werd Frederick Chiluba van de Beweging voor Meerpartijen Democratie (Movement for Multiparty Democracy, MMD) tot president gekozen. Kaunda gaf zijn nederlaag zonder morren toe en gaf zijn opvolger een rondleiding door het presidentiële paleis.
Aanhangers van Kaunda (waaronder Kaunda's eigen zoon) waren in 1993 betrokken bij een mislukte staatsgreep tegen president Frederick Chiluba.
Kaunda werd bij de presidentsverkiezingen van 1996 van deelname uitgesloten doordat de regering van president Chiluba een amendement had aangenomen dat ervoor zorgde dat iemand alleen kon deelnemen aan de verkiezingen als allebei zijn ouders in Zambia geboren zijn. De ouders van Kaunda zijn beiden in het toenmalige Nyasaland (Malawi) geboren.
Op 17 juni 2021 overleed hij aan de gevolgen van een longontsteking.

## Uitspraken
- "Onder het systeem van de uitgebreide familie zal geen enkele bejaarde worden overgelaten aan de honden of aan instituties als bejaardenhuizen."[7]
- "Om een humanist[8] te zijn moet men een socialist zijn, maar het is mogelijk een socialist te zijn zonder een humanist te zijn."[9][10]
- "Zambiaans humanisme gelooft in God, het Opperwezen. Het gelooft dat het liefhebben van God met geheel onze ziel, geheel ons hart, geheel ons verstand en geheel onze kracht, [men] de mens geschapen naar Gods beeld zal hoogachten. Als we onze naaste liefhebben als onszelf, zullen wij hem niet uitbuiten maar samen met hem werken voor het algemeen welzijn."[11]

## Publicaties van de hand van Kaunda (selectie)
- Kaunda over geweld. s̕-Hertogenbosch, Stichting Gezamenlĳke Missiepubliciteit, 1984. ISBN 90-6678-010-X
- Humanism in Zambia. And a Guide to its Implementation, Zambia Information Service, dl. 1, 1967, en dl. 2, 1968
- Letter to my children, Longman, Londen, 1973

## Publicaties over Kaunda (selectie)
- Dr. Kenneth K. Kaunda interviewed by Dr. Karel L. Roskam in State House, Lusaka, for Zambian Television on Sept. 24, 1970. In: Kroniek van Afrika, 1970, vol. 10, nr 4, pag 289-294
- L. Debroey (vertaalster): Een humanist in Afrika. Brieven van Kenneth D. Kaunda president van Zambia, aan Colin M. Morris. Kasterlee, De Vroente, 1973. Geen ISBN
- N.N.: Kaunda onder druk. Den Haag, SNV, 1981. Geen ISBN
- S. Debroey: Kenneth Kaunda. Grondlegger van een christelijk humanisme in Zambia, Kasterlee, De Vroente, 1975. Geen ISBN
- S Debroey (samensteller en vertaler): Zo spreekt Dr. Kaunda, president van Zambia (bloemlezing, z.j.)
- J.J. Grotpeter: Historical Dictionary of Zambia, Scarecrow Press, Lanham, Maryland, 1998
- D. Muwina: Kenneth Kaunda's philosophy of Christian humanism in Africa from the perspective of Christian ethics, Boston University Press, 2017

Kenneth Kaunda · Frederick Chiluba · Levy Mwanawasa · Rupiah Banda · Michael Sata · Guy Scott (waarnemend)  · Edgar Lungu · Hakainde Hichilema
- Bibsys: 90385117
- Biblioteca Nacional de España: XX985861
- Bibliothèque nationale de France: cb12022651w (data)
- CiNii: DA0368155X
- Gemeinsame Normdatei: 118776924
- International Standard Name Identifier: 0000 0000 8370 9437
- Library of Congress Control Number: n80037605
- MusicBrainz: 0dead3d9-1962-4309-8140-49d8b4bf6632
- National Archives and Records Administration: 10582318
- Nationale Bibliotheek van Tsjechië: pna20211127378
- Nationale bibliotheek van Australië: 36555348
- Nationale Bibliotheek van Israël: 987007271036105171
- Nationale Bibliotheek van Polen: a0000002455850
- Nationale en Universitaire bibliotheek Zagreb: 000446536
- Nederlandse Thesaurus van Auteursnamen: 069567344
- Réseau des bibliothèques de Suisse occidentale: 02-A010996373
- LIBRIS: 193079
- SNAC: w66m57d2
- Système universitaire de documentation: 028379497
- Trove: 1289801
- Virtual International Authority File: 34469417
- WorldCat: E39PCjvDwDyRxBhQVX4Yc9MMKb